# Биксерет
Биксерет (фр. Buxerette) насеље је и општина у централној Француској у региону Центар (регион), у департману Ендр која припада префектури la Châtre.
По подацима из 2011. године у општини је живело 107 становника, а густина насељености је износила 9,74 становника/km². Општина се простире на површини од 10,99 km². Налази се на средњој надморској висини од 372 метара (максималној 387 m, а минималној 282 m).

## Демографија
| 1962. | 1968. | 1975. | 1982. | 1990. | 1999. | 2011. |
| ----- | ----- | ----- | ----- | ----- | ----- | ----- |
| 269   | 270   | 205   | 183   | 168   | 128   | 107   |

График промене броја становника у току последњих година